# عقد لمفاوية فكية
العقدة الليمفاوية في الفك السفلي (بالإنجليزية: Mandibular lymph node)‏ هي جزء من الجهاز اللمفاوي في الجسم، وهي نوع من أجهزة الاستشعار التي تشير إلى الحالة الصحية مثل: التهاب، وتورم أو ألم يوحي بأن الجسم تسللت اليه عدوى العدوى. وهي مسؤولة عن التصريف اللمفاوي من اللسان، تحت الفك (اللعابية) لغدة، والشفتين والفم، والملتحمة (الغشاء المخاطي الذي يغطي مقلة العين وتحت سطح الجفن). التهابات مما يلي يمكن أن يسبب العقد تحت الفك السفلي إلى تضخم .